# Brian Baloyi
Brian Bayoli, né le 16 mars 1974 à Alexandra, est un ancien footballeur sud-africain, évoluant au poste de gardien de but.

## Carrière
Après avoir évolué en jeunes dans les rangs d'Alexandra United, de Longhorn FC et de Balfour Park, Bayoli fait ses débuts en tant que professionnel en 1993 dans les cages du Kaizer Chiefs Football Club, le plus grand club du championnat sud-africain. Il reste dix ans à Johannesbourg (disputant 338 matches) avant d'annoncer en 2004 son départ pour le club rival de Mamelodi Sundowns basé à Pretoria. Spiderman, surnom qu'il se voit décerner aux Kaizer Chiefs, ne joue que 75 matches en sept saisons, mais il continue d'avoir la confiance des différents sélectionneurs des Bafana bafana, qui font régulièrement appel à lui pour faire partie de leur groupe. En 2010, à 38 ans, il informe sa retraite. Depuis novembre 2010, il est président du club d'Alexandra United au sein duquel il a évolué en équipe de jeunes.

## En équipe nationale
Baloyi connaît sa première cape face aux Pays-Bas (0-2) le 7 juin 1997 au cours d'un match amical. Il fait ses débuts dans une compétition internationale contre l'Uruguay le 17 décembre 1997 lors de la Coupe des Confédérations 1997 en Arabie saoudite où il ne peut empêcher l'élimination (défaite 4-3) en phase de poule.
Sans être titulaire, (le rôle est alors dévolu au gardien d'Heerenveen, Hans Vonk), il fait partie de l'équipe disputant la phase finale de la Coupe du monde 1998 en France et en 2002. Lors de cette compétition disputée en Corée et au Japon, Baloyi reste sur le banc barré par Andre Arendse qui ne peut pas de nouveau empêché l'élimination des siens en première phase de la compétition. 
En 2000, il fait partie de la sélection sud-africaine aux JO de Sydney et plus récemment du groupe jouant la Coupe des confédérations 2009 organisée au pays. Il n'est que troisième gardien dans l'esprit du sélectionneur Joel Santana derrière Itumeleng Khune et Rowen Fernandez.
Brian Baloyi fut sélectionné à 24 reprises en équipe nationale.

## Palmarès
- 3 titre de Champion d'Afrique du Sud (Kaizer Chiefs, 2003-04; Mamelodi Sundowns, 2005-06 et 2006-07)
- 2 Coupe d'Afrique du Sud de football (Kaizer Chiefs, 2000; Mamelodi Sundowns, 2008)
- 3 Coupes MTN 8 (Kaizer Chiefs, 1994 et 2001; Mamelodi Sundowns, 2007)
- 3 Vodacom Challenge (Kaizer Chiefs; 2000, 2001 et 2003)
- 5 Telkom Knockout (Kaizer Chiefs; 1997, 1998, 2001, 2003 et 2004)
- 1 Recopa Africana (Kaizer Chiefs, 2001)